# Asesino del alfabeto
El Asesino del alfabeto o Asesino de inicial doble (Alphabet murder) violó y estranguló a tres niñas en Rochester, Estados Unidos en la década de 1970. 
Las víctimas fueron: Carmen Colón, Wanda Walkowicz y Michelle Maenza; sus cuerpos fueron encontrados en una ciudad que comenzaba con la misma letra de su nombre, Churchville, Webster y Macedon.

## Modus operandi
El asesino raptaba niñas que tenían las iniciales de sus nombres y apellidos iguales. Luego de violarlas y estrangularlas las dejaba en una ciudad o pueblo que tuviera la misma letra.

## Víctimas
1. Carmen Colón (10 años): Desapareció el 19 de noviembre de 1971. Fue encontrada dos días más tarde a 12 millas de donde fue vista por última vez. Aunque se encontró en la ciudad de Riga, la aldea de Churchville es el centro de la ciudad de la población y el pueblo de Chili está muy cerca.
2. Wanda Walkowicz (11 años): Desapareció el 2 de abril de 1973. Fue encontrada al día siguiente en un área de descanso de la Ruta Estatal 104 en Webster, a siete millas de Rochester.
3. Michelle Maenza (11 años): Desapareció el 26 de noviembre de 1973. Fue encontrada dos días más tarde, en Macedon, a 15 millas de Rochester.

## Adaptaciones

### Cine
- Detective con rubia (The Alphabet Murders, 1965): Guion de David Pursall y Jack Seddon. Dirección de Frank Tashlin. Protagonizada por Tony Randall, Anita Ekberg, Robert Morley y Maurice Denham, entre otros.
- The Alphabet Killer (2008): Protagonizada por Eliza Dushku, Cary Elwes y Timothy Hutton.

### Televisión
- «The ABC Murders» (5 de enero de 1992). Primer episodio de la cuarta temporada de la serie Agatha Christie's Poirot, que había comenzado en 1989. Guion: Clive Exton. Dirección: Andrew Grieve. Intérpretes: David Suchet, Hugh Fraser, Philip Jackson, Donald Sumpter, Donald Douglas, Nicholas Farrell. No tiene relación con este capítulo de la serie, ya que el mismo está basado en el libro de Ágatha Christie “El asesino de la guía de ferrocarril”, publicado en 1936.